# Anders Öhrgren
Anders Öhrgren, född september 1714 i Möklinta socken, Västmanlands län, död 25 december 1788 i Romfartuna socken, var en organist och amatörorgelbyggare i Sverige. Han var organist och klockare i Romfartuna socken åren 1743–1775. Han byggde några mindre positiv till kyrkor i Västerås stift. Han utförde även reparationer på orglar.

## Biografi
Öhrgren föddes september 1714 i Örlinge, Möklinta socken och var son till Erik Ersson. Öhrgren var organist i Möklinta församling mellan 1735 och 1740. 1743 blev Öhrgren klockare och organist i Romfartuna församling. Han slutade som klockare och organist i församlingen 1775. Öhrgren avled av ålderdom den 25 december 1788 i Romfartuna och begravdes 30 december samma år.
Han har tidigare varit organist i Åkerby och Köpings stad.

### Familj
Öhrgren gifte sig 30 oktober 1743 i Romfartuna med Brita Lundberg, född 4 april 1705 i Romfartuna socken, Västmanlands län, död 3 augusti 1777 i Romfartuna socken, Västmanlands län. Hon var dotter till förre organisten i Romfartuna Olof Lundberg och Helena Martinsson. Brita var sjuk av slag i 6 år 1 månad och 19 dagar och begravdes den 7 samma år som hon dog. De fick tillsammans barnen:
- Elisabet Margareta, född 30 januari 1745 i Romfartuna.[6]
- Andreas, född 21 februari 1746 i Romfartuna.[7]
- Rebecca, född 18 januari 1748 i Romfartuna.[8]

Öhrgren gifte sig andra gången 1778 med Christina Elisabet Collinder, född 12 september 1748 i Tärna socken, Västmanlands län.  Hon var dotter till komministern i Tärna Olof Collinder och hustrun Christina Elisabet Fontin.

## Orglar
| År   | Ursprunglig kyrka | Stift    | Bild | Manualer | Pedal | Stämmor | Bevarad orgel/fasad | Övrigt |
| ---- | ----------------- | -------- | ---- | -------- | ----- | ------- | ------------------- | --- |
| 1758 | Karbennings kyrka | Västerås |      |          |       | 5       |                     | 1764 byggdes en ny orgel av Svante Nicolaus Brodin, Karbenning. Öhrgrens orgel flyttades 1769 till Säfsnäs kyrka. Orgeln fanns inte kvar vid början av 1800-talet i Säfsnäs kyrka. |